# 클린스만 핸리 히베이루 페레이라
클린스만 핸리 히베이루 페레이라(브라질 포르투갈어: Klysman Hanry Ribeiro Pereira, 1999년 2월 17일~)는 브라질의 축구 선수이다.